# Halifax megye (Virginia)
Halifax megye az Amerikai Egyesült Államokban, azon belül Virginia államban található. Megyeszékhelye Halifax, legnagyobb városa South Boston. Lakosainak száma 34 022 fő (2020. április 1.). Halifax megye Charlotte, Campbell, Mecklenburg, Granville, Person, Caswell és Pittsylvania megyékkel határos.

## Népesség
A megye népességének változása:
| Lakosok száma | 36 155 | 36 022 | 35 817 | 35 401 | 35 125 | 34 022 |
|               | 2010   | 2011   | 2012   | 2013   | 2015   | 2020   |